# مایک کالولی
مایک کالولی (انگلیسی: Mike Calveley؛ زادهٔ ۲۲ ژوئن ۱۹۹۹) بازیکن فوتبال اهل بریتانیا است.
از باشگاه‌هایی که در آن بازی کرده‌است می‌توان به باشگاه فوتبال لیک تاون اشاره کرد.